# Isoperla lata
Isoperla lata är en bäcksländeart som beskrevs av Theodore Henry Frison 1942. Isoperla lata ingår i släktet Isoperla och familjen rovbäcksländor. Inga underarter finns listade i Catalogue of Life.